# Stelle principali della costellazione dell'Idra
Segue un prospetto delle stelle principali della costellazione dell'Idra, elencate per magnitudine decrescente.